# Мазлауки
Ма́зла́уки (латыш. Mazlauki) — населённый пункт в Елгавском крае Латвии. Входит в состав Вирцавской волости. Находится на левом берегу реки Сесава. По данным на 2015 год, в населённом пункте проживало 217 человек.

## История
В советское время населённый пункт входил в состав Вирцавского сельсовета Елгавского района. В селе располагалась центральная усадьба колхоза «Росме».